# Nikifor Krynicki
Nikifor Krynicki (łem. Никифор Крыницькый), właściwie Epifaniusz Drowniak, łem. Епифаний Дровняк (ur. 21 maja 1895 w Krynicy, zm. 10 października 1968 w Foluszu) – łemkowski malarz, przedstawiciel sztuki naiwnej.

## Życiorys
Nikifor żył samotnie, w nędzy, przez większość życia będąc uważanym za niepełnosprawnego intelektualnie. Mówił bełkotliwie i niewyraźnie. Był pochłonięty pasją malarską. Pod koniec życia został doceniony i uznany na świecie za wybitnego malarza.
Twórczość Nikifora odkryta została w 1930 przez ukraińskiego malarza Romana Turyna, który zapoznał z nią polskich i ukraińskich malarzy kapistów, przebywających w Paryżu. Obrazy Nikifora wzbudziły ich zachwyt, zwracali przede wszystkim uwagę na jego operowanie kolorem. Entuzjastyczne opinie środowiska artystycznego nie zmieniły jednak nieprzychylnego stosunku do jego twórczości – nadal nie znajdował nabywców na swoje prace i zrozumienia dla swej sztuki.
Pierwsza publikacja na temat Nikifora pojawiła się w 1938 w czasopiśmie „Arkady” nr 3. Napisał ją Jerzy Wolff – nabywca dużej kolekcji dzieł Nikifora.
W 1947 w ramach akcji „Wisła” został wysiedlony na Ziemie Odzyskane, skąd trzy razy wracał na piechotę do Krynicy. Po pierwszych dwóch powrotach był ponownie wysiedlany, za trzecim razem pozwolono mu pozostać.
Kilka książek o Nikiforze napisali krakowscy krytycy sztuki, Ella i Andrzej Banachowie, którzy opiekowali się nim w latach 1948–1959. Nikifor odwiedzał ich wielokrotnie w Krakowie.
Staraniem małżeństwa Banachów pierwsza wystawa Nikifora (wtedy jeszcze „Jana Nikifora”) odbyła się w warszawskiej sali SARP w dniach od 31 stycznia do 8 lutego 1949. Dziewięć lat później prace Nikifora pokazano za granicą: od 22 maja do 30 czerwca 1958 w paryskiej galerii Diny Vierny, potem w Amsterdamie od 2 do 26 października 1959, w Brukseli od 14 do 26 listopada 1959, w Liège (Leodium) od 25 listopada do 13 grudnia 1959 i w Hajfie od 4 lutego 1960. W Niemczech odbyły się trzy wystawy: 2 lipca do 4 września 1961 w Baden-Baden, od 16 września do 19 października 1961 we Frankfurcie nad Menem i od 29 października do 10 grudnia 1961 w Hanowerze.
Od 1960 aż do śmierci Nikiforem opiekował się krynicki artysta malarz Marian Włosiński. Poświęcił dla niego swój talent i stworzył mu warunki do pracy i życia, a po śmierci Nikifora zadbał o zachowanie jego twórczości. Nikifor Krynicki zmarł w szpitalu dla chorych na gruźlicę (obecnie Dom Pomocy Społecznej) w Foluszu k. Jasła. Został pochowany w Krynicy.

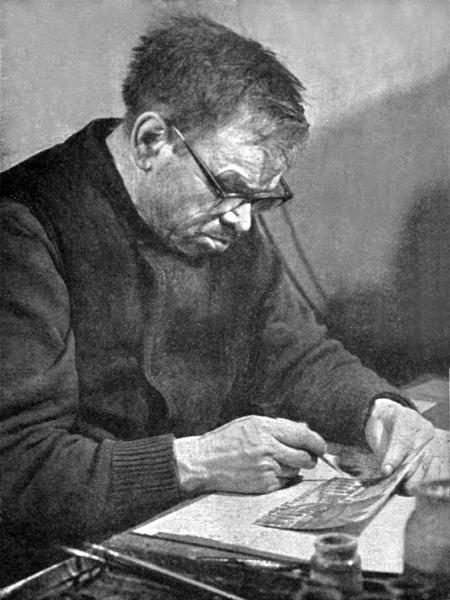
Nikifor w czasie pracy
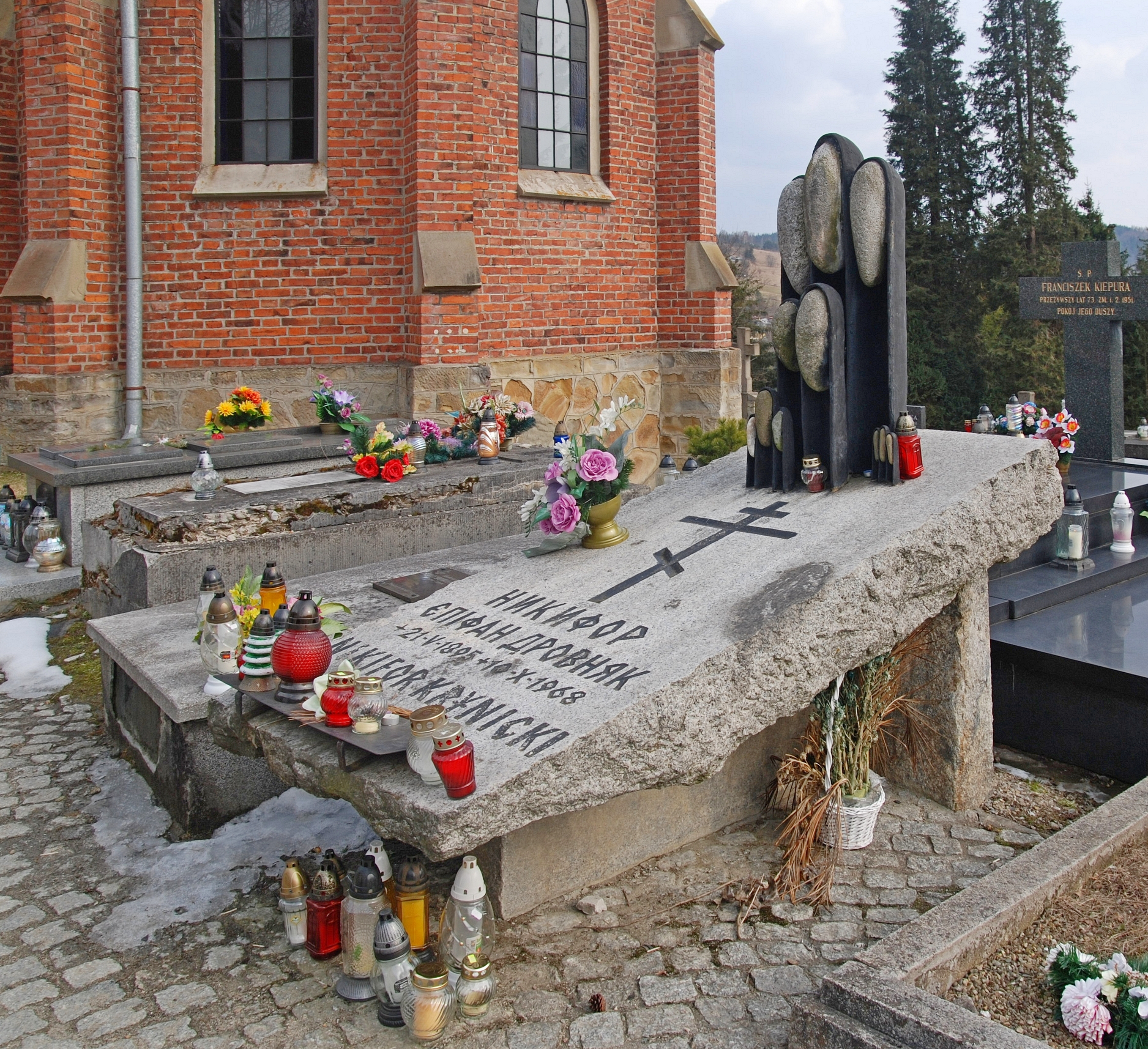
Grób Nikifora na cmentarzu w Krynicy
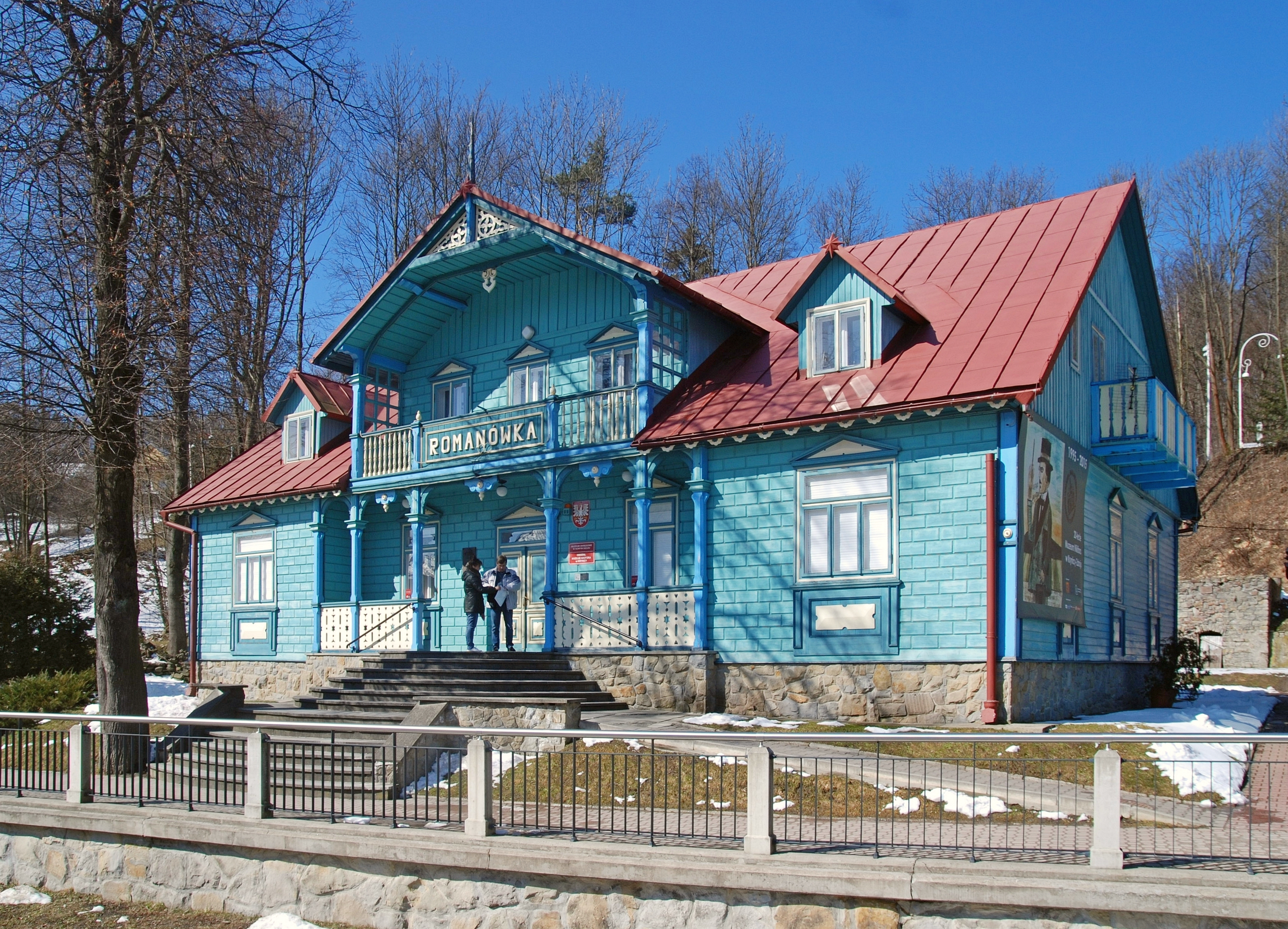
Muzeum Nikifora w Krynicy-Zdroju
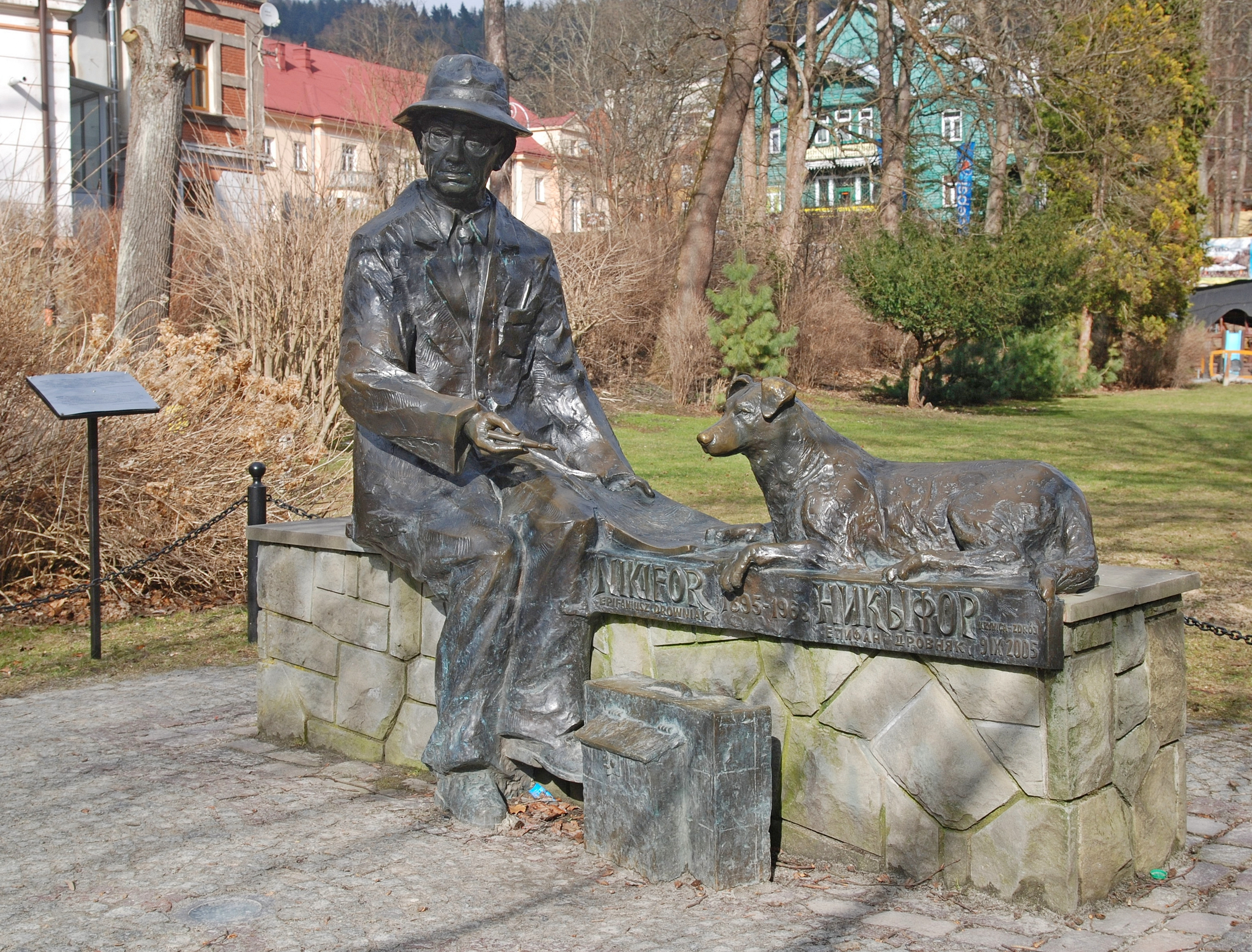
Pomnik Nikifora w Krynicy-Zdroju
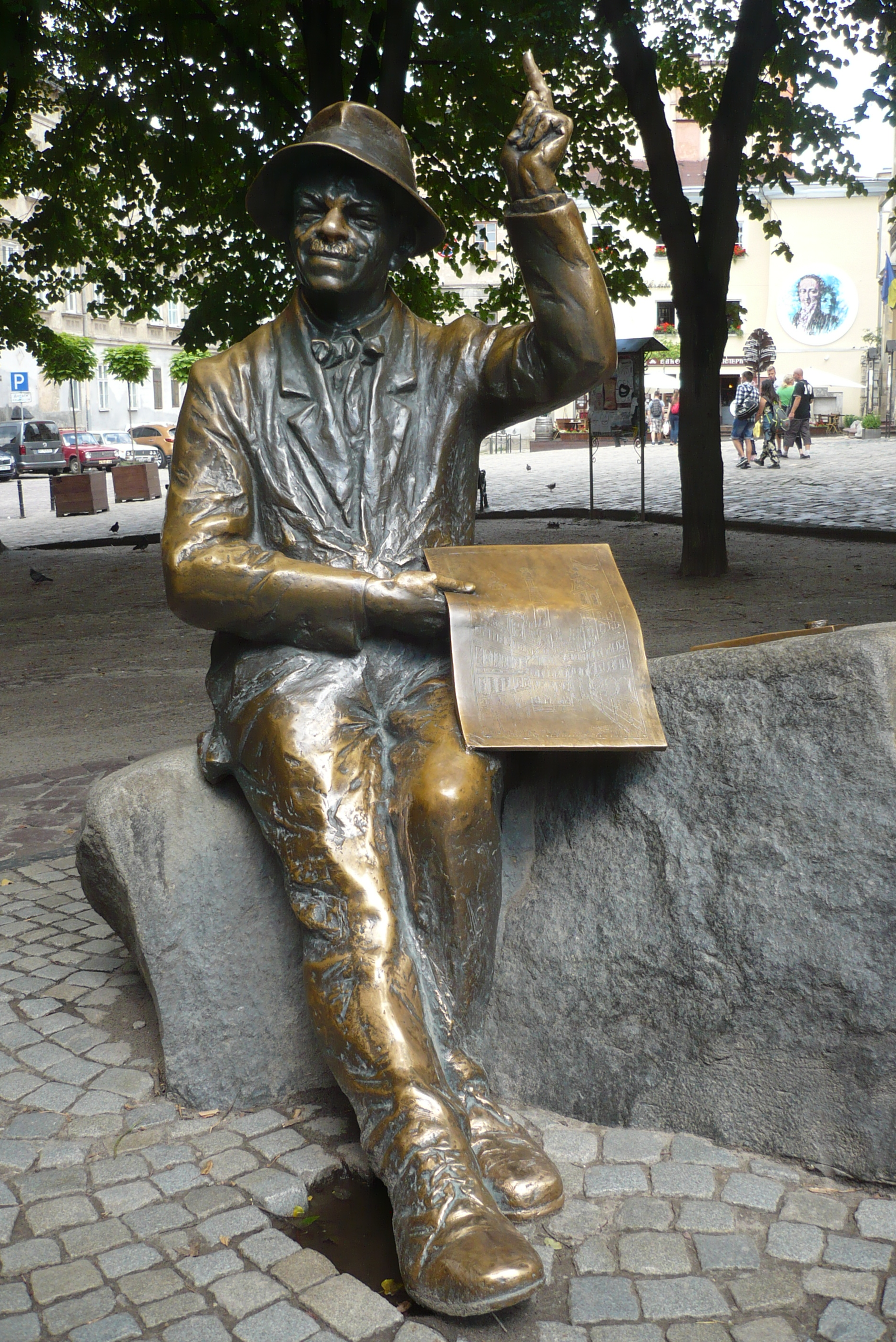
Pomnik Nikifora we Lwowie
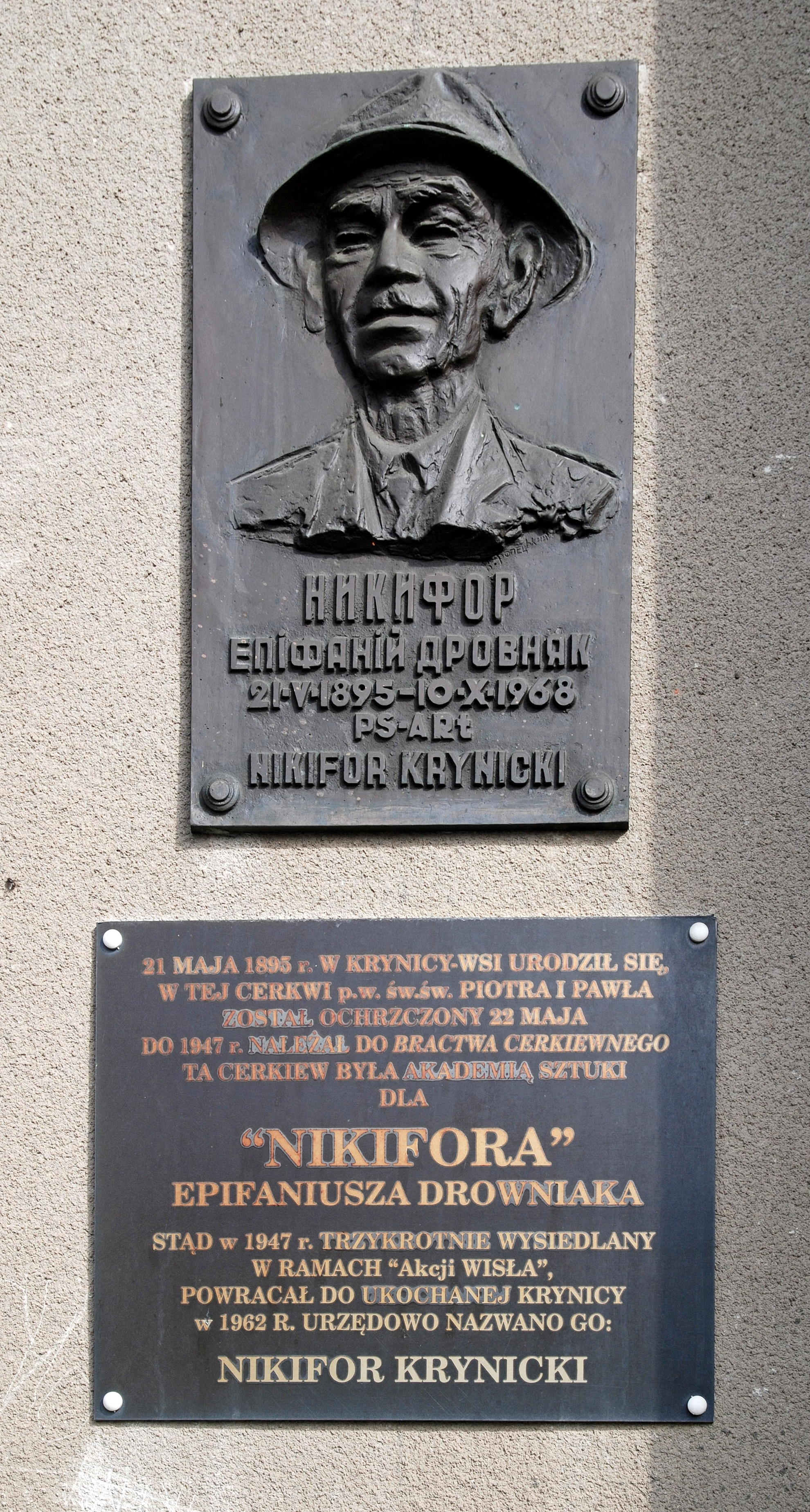
Tablica pamiątkowa na cerkwi w Krynicy

## Twórczość
Nikifor był bardzo płodnym twórcą, stworzył blisko 40 tysięcy dzieł, m.in. autoportrety, widoki krynickich willi i cerkwi. Malował często na kawałkach tektury, okładkach zeszytów i skrawkach papieru.
W centrum Krynicy-Zdroju, nad potokiem Kryniczanka w zabytkowej willi Romanówka znajduje się Muzeum Nikifora. Największy zbiór obrazów i rysunków Nikifora znajduje się w Muzeum Okręgowym w Nowym Sączu. Kilkanaście prac trafiło do zbiorów Muzeum Szlachty Mazowieckiej w Ciechanowie.

## Tożsamość
Nikifor był synem Eudokii Drowniak – ubogiej, głuchoniemej łemkowskiej żebraczki, która trudniła się m.in. noszeniem wody do krynickich schronisk i pensjonatów. Jego ojciec jest nieznany.
W 1962, kiedy Nikifor miał wyjechać na wystawę swoich prac w Bułgarii, okazało się, że artysta nie ma żadnych dokumentów, na podstawie których możliwe byłoby wydanie dowodu tożsamości. Wówczas, na wniosek Stefana Półchłopka, przewodniczącego Miejskiej Rady Narodowej w Krynicy, sąd w Muszynie określił jego tożsamość – Nikifor Krynicki. Na tej podstawie 18 października 1962 Urząd Stanu Cywilnego w Krynicy wystawił Nikiforowi Krynickiemu akt urodzenia. 27 marca 2003 Sąd Rejonowy w Muszynie, działając na wniosek Zjednoczenia Łemków, unieważnił akt urodzenia z 1962, uznając, że artysta znany jako Nikifor to urodzony 21 maja 1895 Epifaniusz Drowniak.
Sam Nikifor podpisywał się na swoich pracach jako Matejko lub Netyfor, często popełniając błędy w pisowni.
Nikifor Krynicki został pochowany na Starym Cmentarzu w Krynicy-Zdroju. Na jego grobie znajdują się obecnie dwa napisy: „Никифор Єпіфан Дровняк” („Nykyfor Jepifan Drowniak”) i „Nikifor Krynicki”.

## Upamiętnienie
- Nikiforowi poświęcono dwa pomniki: pomnik w Krynicy oraz we Lwowie, w pobliżu kościoła Dominikanów.
- Grupa Skifflowa No To Co wydała w 1968 album „Nikifor” (Pronit XL 0493) z piosenką o tym samym tytule.
- Postać Nikifora została przedstawiona w filmie fabularnym z 2004 w reżyserii Krzysztofa Krauzego pt. Mój Nikifor z Krystyną Feldman w roli tytułowej.
- W 40. rocznicę śmierci Nikifora Krynickiego odsłonięto na frontonie budynku Domu Pomocy Społecznej w Foluszu tablicę upamiętniającą artystę (2008). Autorem płaskorzeźby jest Bogdan Samborski, rzeźbiarz z Jasła[4].
- Poeta Zbigniew Herbert napisał utwór pt. Nikifor, wydany w tomiku poezji pt. Utwory rozproszone. Rekonesans z 2011[7].
- Poeta Janusz Szuber napisał utwór pt. Nikifor, wydany w tomiku poezji pt. Powiedzieć. Cokolwiek z 2011[8]
- W Krakowie, na terenie Dzielnicy III Prądnik Czerwony znajduje się ulica Nikifora Krynickiego[9]